# Ambassis marianus
Ambassis marianus là loài cá thuộc họ Cá sơn biển. Loài cá này có nguồn gốc từ bờ biển phía đông của Úc và thường được gọi là cá kính cửa sông trong tiếng Anh.

## Phân loài
Nhà tự nhiên học người Đức-Anh Albert Günther mô tả Ambassis marianus vào năm 1880 từ một mẫu vật thu được ở sông Mary gần làng Tiaro, cách khoảng hai mươi dặm về phía thượng du Maryborough, trong một chuyến thám hiểm tháng 5 năm 1874. William John Macleay mô tả một mẫu vật ở Cảng Jackson (Sydney) là Pseudoambassis ramsayi. Charles Walter De Vis mô tả Pseudoambassis convexus từ một mẫu vật ở Queensland vào năm 1884. Hai tên này hiện được xem là danh pháp đồng nghĩa của Ambassis marianus.
Loài này cùng với A. jacksoniensis là hai thành viên duy nhất của chi được tìm thấy ở vùng nước ôn đới. Những loài khác được tìm thấy ở vùng biển phía bắc Australia và Đông Nam Á.

## Phân bố và môi trường sông
Nó có nguồn gốc từ vùng duyên hải phía đông Australia, từ Maryborough nằm ở trung tâm Queensland đến Narooma nằm ở miền nam New South Wales. Nó sống ở các cửa sông và các dòng thủy triều lợ được bảo vệ có rừng ngập mặn phát triển dọc theo bờ.

## Sinh thái học
Một nghiên cứu được điều chỉnh so sánh sáu loài cá bản địa với các loài du nhập (và xâm lấn) Gambusia holbrooki tiêu thụ ấu trùng của loài muỗi Culex annulirostris ở Brisbane phát hiện ra rằng Ambassis marianus có hiệu quả trong việc ăn ấu trùng muỗi bằng với Gambusia holbrooki và là một ứng cử viên tốt để kiểm soát số lượng muỗi.